# Diversidad sexual en Etiopía
Las personas del colectivo LGBT+ en Etiopía se enfrentan a ciertos desafíos legales y sociales no experimentados por otros residentes. La criminalización de las relaciones sexuales consensuales entre personas del mismo sexo se mantuvo en las reformas del código penal en 2004, por otra parte, la diversidad sexual aun es un tema tabú en la sociedad etíope, la cual es mayormente conservadora, por lo tanto, aun persiste la violencia, la discriminación y la persecución de las personas LGBT+ en el país.

## Situación legal
Los artículos 629 y 630 de la Sección II del Código Penal etíope define a los actos homosexuales como "desviaciones sexuales" y, como tales, los mismos son pasibles de ser castigados con hasta tres años de prisión. Según el texto de la ley, "Cualquiera que realice con otra persona de su mismo sexo un acto homosexual, u otro acto indecente, será castigado con prisión simple”. El artículo 630 del Código añade que se considerarán agravantes si uno de los infractores posee alguna discapacidad física o mental o si se registra coacción para la consecución del acto (equiparando, en este caso, las relaciones homosexuales a las relaciones sexuales no consentidas entre las partes).

## Opinión pública
En 2007, un sondeo internacional del Pew Research Center halló que el 97% de los etíopes reprueba la homosexualidad, un 2% la aprueba y un 1 % no sabe o no contesta. Esos niveles son muy similares a los de Kenia (96%), Tanzania (96%) y algo más altos a los de otros países africanos considerados menos conservadores, como Sudáfrica (64%), Ghana (89%) y Costa de Marfil (89%). Los niveles de reprueba de Etiopía son los segundos más altos de África, solo más bajos que Mali.

## Casos de homofobia
Según IGLHRC, en 1995 el gobierno de los Estados Unidos concedió asilo a una mujer etíope que alegó que era perseguida por su condición de lesbiana.

## Condiciones de vida
Según el Informe de Derechos Humanos de 2011 del Departamento de Estado de los Estados Unidos,
 Hubo algunos informes de violencia contra personas lesbianas, gays, bisexuales y transgénero (LGBT); Sin embargo, la información fue limitada debido a los temores de retribución, discriminación o estigmatización. Las personas no se identificaron como personas LGBT debido al severo estigma social y la ilegalidad de la actividad sexual consensual con personas del mismo sexo. A principios de diciembre [,] líderes religiosos cristianos y musulmanes intentaron descarrilar un seminario sobre salud sexual dirigido a hombres que tienen sexo con hombres. El gobierno intervino y el seminario siguió adelante, aunque en un lugar diferente. El Centro de Recursos para el SIDA en Addis Abeba informó que la mayoría de las personas que llaman homosexuales y lesbianas se identificaron a sí mismas, la mayoría de los cuales eran hombres, y solicitaron ayuda para cambiar su comportamiento para evitar la discriminación. Muchos hombres homosexuales reportaron ansiedad, confusión, crisis de identidad, depresión, auto-ostracismo, conflictos religiosos e intentos de suicidio.
El mismo informe encontró que el estigma y la discriminación hacia las personas que viven con VIH / SIDA impactaron la capacidad de los residentes para recibir una educación, encontrar un empleo e integrarse en la comunidad. Existe evidencia anecdótica, pero no estadística para demostrar la escala del problema.
En junio de 2019 se desarrollaron una serie de protestas anti-LGBT en Etiopía ante el anuncio de que una organización LGBT con sede en Chicago, visitaría Etiopía, y se publicó que visitaría sitios religiosos como Lalibela en octubre de ese año.

## Posición gubernamental
En 2010, el gobierno del presidente Girma Wolde-Giorgis votó contra una resolución de las Naciones Unidas que pretendía incluir el término "orientación sexual" en una resolución contraria a las ejecuciones extrajudiciales y sumariales. El resultado es que los crímenes basados en la homofobia no serán oficialmente considerados como tales. Etiopía votó en la misma línea que la mayoría de los países africanos, incluyendo a Eritrea, Malí, Malawi, Tanzania, Zambia y Zimbabue.